# Багнари
Багнари (груз. ბაღნარი) или Хышхарыпш/Хышха (абх. Хышәҳарыҧшь, Хышәҳа) — село в Абхазии, в Гагрском районе частично признанной Республики Абхазия, согласно административному делению Грузии — в Гагрском муниципалитете Абхазской Автономной Республики. Высота над уровнем моря составляет 230 метров.

## Население
По данным 1959 года в селе Багнари проживало 520 человек, в основном армяне (в Багнарском сельсовете всего 1450 человек, из которых большинство составляют армяне). В 1989 году в селе проживало 320 человек, также в основном армяне.
По данным переписи 2011 года численность населения сельского поселения (сельской администрации) Хышхарыпш составила 334 жителя, из них 297 человек — армяне (88,9 %), 26 человек — русские (7,8 %), 4 человека — украинцы (1,2 %), 1 человек — абхаз (0,3 %), 1 человек — грузин (0,3 %), 5 человек — другие национальности (1,5 %).